# 太初 (南朝宋)
太初（たいしょ）は、南北朝時代、宋の劉劭の治世に行われた元号。453年。劉劭は諡もなく、正統と認められていないため、正史の元号に挙げられていない。3ヶ月ほどしか使われなかった。

## 出来事
- 元嘉30年2月：皇太子劉劭、文帝を殺害し即位。踰年改元すべきとの意見があったが、西晋の恵帝が即位とともに改号した例があるとの意見に従い、改元した。
- 元年4月：武陵王劉駿により殺害。

## 西暦・干支との対照表
| 太初 | 元年  |
| 西暦 | 453年 |
| 干支 | 癸巳  |